# Emma Oosterwegel
Emma Oosterwegel (Deventer, 29 de junio de 1998) es una deportista neerlandesa que compite en atletismo. Participó en los Juegos Olímpicos de Tokio 2020, obteniendo una medalla de bronce en la prueba de heptatlón.

## Palmarés internacional
| Juegos Olímpicos | Juegos Olímpicos | Juegos Olímpicos  | Juegos Olímpicos |
| Año              | Lugar            | Medalla           | Prueba           |
| ---------------- | ---------------- | ----------------- | ---------------- |
| 2020             | Tokio (Japón)    | Medalla de bronce | Heptatlón        |